# Anatolij Dneprov
Anatolij Dneprov in russo Анатолий Днепров?, pseudonimo di Anatolij Petrovič Mickevič (Ekaterinoslav, 18 novembre 1919 – Mosca, 7 ottobre 1975) è stato un romanziere sovietico.
La narrativa di Dneprov è legata al genere fantascientifico. Il suo racconto di maggior successo fu La mummia purpurea (1961), che sfruttava l'idea degli universi paralleli a partire dal concetto di antimateria: tale spunto, fondato su una profonda divulgazione scientifica, fu ripreso a distanza di poco tempo nel romanzo Operazione antimateria (1965).
Per quanto riguarda la produzione breve, risulta piuttosto interessante la raccolta personale intitolata La formula dell'immortalità (1962).

## Opere
(parziale)
- (1959) Mašina “ES” model' n. 1. Traduzione italiana: La macchina CE modello n. 1 in 14 racconti di fantascienza russa, a cura di Jacques Bergier, Giangiacomo Feltrinelli Editore, Milano, 1961
- (1959) Kraby idut po ostrovu. Traduzione italiana: I granchi camminano sull'isola in 14 racconti di fantascienza russa, a cura di Jacques Bergier, Giangiacomo Feltrinelli Editore, Milano, 1961
- (1962) Formula bessmertija. Traduzione italiana: La formula dell'immortalità Zodiaco, Rizzoli, Milano 1963
- (1965) Goluboje Zarevo. Traduzione italiana: Operazione antimateria Fantascienza Sovietica 4, Edizioni FER, Roma 1966